# Playball
Playball o Play Ball, es una película dominicana de 2008, dirigida por Alfonso Rodríguez y protagonizada por Marlene Favela y Luis López. La película tiene como tema principal el problema de los atletas, en especial los beisbolistas, con los esteroides.

## Sinopsis
Luego de ser suspendido por consumo de esteroides, Alex Durán, uno de los novatos más valiosos de Grandes Ligas de Béisbol, regresa a su país sin ninguna otra esperanza, que la de ser recibido por un equipo que lleva rastras una lista de fracasos. La única cosa que parece inspirar a este equipo de perdedores es Marcos, un cargabates de 9 años de edad que eleva sus espíritus hundidos. Play Ball es una divertida historia de sueños rotos, sueños revividos, la persistencia y el apoyo moral de los compañeros y amigos que siempre están allí para ayudarte.

## Reparto
| Actor                      | Personaje          |
| -------------------------- | ------------------ |
| Luis José López            | Álex Durán         |
| Marlene Favela             | Elena              |
| Hemky Madera               | Bernabé            |
| Marcos Bonetti             | Marquito           |
| Ivonne Montero             | Sofía              |
| Miguel Céspedes            | Torpedo            |
| Robinson Canó              | Robinson Canó      |
| Ronnie Belliard            | Ronnie Belliard    |
| Pablo Ozuna                | Pablo Ozuna        |
| Luis Polonia               | Luis Polonia       |
| José Lima                  | José Lima          |
| Daniel Cabrera (Lanzador)  | Daniel Cabrera     |
| Enrique Quailey            | Superman           |
| René Castillo              | Abanico            |
| Jandy Ventura              | Sammy              |
| Karina Larrauri            | Katia              |
| Alfonso Rodríguez          | Satanás González   |
| Luis Manuel Aguiló         | Don Alberto        |
| Frank Suero                | Bacalao            |
| José Manuel Rodríguez      | Ampaya             |
| Jochy Santos               | Viejo              |
| Cuquin Victoria            | Viejo              |
| Fernando Rodríguez         | Don Carlos         |
| Carmen Elena Manrique      | Ex de Alex Durán   |
| Juan José Rodríguez        | Narrador           |
| Johnny Trujillo            | Narrador           |
| Gerónimo Cordero Alambrito | Fanático           |
| Kiko el presidente         | Kiko el presidente |
| Guillermo Ascencio         | Rafael             |
| Antonio Espaillat          | Antonio            |
| Ana Rivas                  | Doña Luisa         |